# João Brenha
João Carlos Brenha Alves Pereira (ur. 6 maja 1970 w Espinho) – portugalski siatkarz plażowy. Wraz z Miguelem Maia zagrał na Igrzyskach Olimpijskich w 1996, 2000 oraz 2004 roku. W dwóch pierwszych zajęli czwarte miejsce. W 2003 roku na Mistrzostwa Świata w Rio de Janeiro również zajęli czwarte miejsce.